# Gadirtha candezei
Gadirtha candezei är en fjärilsart som beskrevs av Druce 1898. Gadirtha candezei ingår i släktet Gadirtha och familjen trågspinnare. Inga underarter finns listade i Catalogue of Life.